# Bungt
Bungt ist ein Stadtteil von Mönchengladbach, der seit der Neugliederung 2009 im Stadtbezirk Ost liegt. Zuvor gehörte er zum Stadtbezirk Volksgarten.

## Lage und Bevölkerung

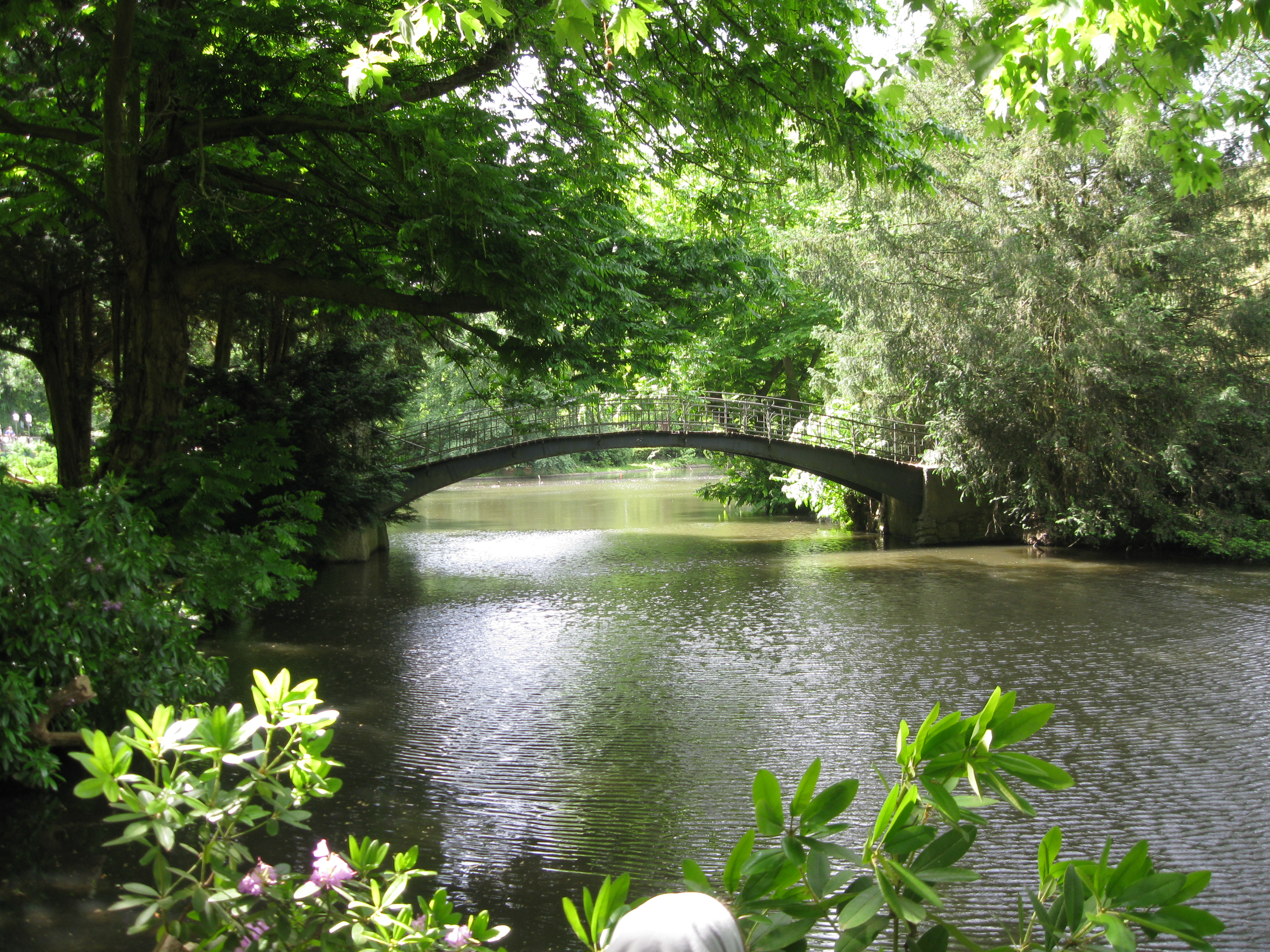
Seebrücke im Volksgarten

Der Stadtteil Bungt erstreckt sich zwischen den Stadtteilen Lürrip im Norden, Hardterbroich-Pesch im Westen, Schloss Rheydt im Süden und der Stadtgrenze von Mönchengladbach zu Korschenbroich im Osten. Er besteht überwiegend aus dem Bungtwald im Osten, sowie dem Volksgarten, einem großen Park mit Spielplatz an einem Weiher und dem Freibad Volksbad. Im Nordwesten des Stadtteils befindet sich außerdem ein Kleingärtnerverein, im Osten ein Schießstand. Einige wenige Wohnhäuser befinden sich lediglich im Süden.
Entsprechend gering der Bestand an Gebäuden und damit die Bevölkerungszahl:
| Jahr | Bevölkerung |
| 2013 | 200         |
| 2014 | 197         |
| 2015 | 462         |
| 2016 | 324         |
| 2017 | 221         |

Dennoch gab es 2017 mit Hardter Wald und Schloss Rheydt zwei Stadtteile mit noch geringerer Einwohnerzahl.

## Infrastruktur
Die Landesstraße 381 (Korschenbroicher Straße) verläuft entlang der Nordgrenze des Stadtteils, sie wird von der Buslinie 031 befahren, die zwei Haltestellen am Rand des Stadtteils hat. Durch den Stadtteil führt die Buslinie 005 mit Haltestellen u. a. am Volksbad und am Volksgarten.
Etwa 200 Meter nördlich der Nordgrenze befindet sich an der Bahnstrecke Mönchengladbach–Düsseldorf der S-Bahn-Haltepunkt Mönchengladbach-Lürrip, der von der Linie S 8 der S-Bahn Rhein-Ruhr bedient wird.